# Kowalik malutki
Kowalik malutki (Sitta pusilla) – gatunek małego ptaka z rodziny kowalików (Sittidae). Występuje w południowo-wschodnich Stanach Zjednoczonych i na Bahamach. Wyróżnia się dwa podgatunki, klasyfikowane przez IUCN oddzielnie: kowalik malutki ma status gatunku najmniejszej troski, kowalik bahamski natomiast jest krytycznie zagrożony wyginięciem.

## Taksonomia
Po raz pierwszy gatunek ten opisał John Latham w 1790 r. Jako miejsce pozyskania holotypu wskazał Carolina, Jamaica, co odnosi się do Karoliny Południowej. Nowemu gatunkowi nadał nazwę Sitta pusilla, akceptowaną obecnie (2018) przez Międzynarodowy Komitet Ornitologiczny. Wyróżnia dwa podgatunki: kowalika malutkiego (S. p. pusilla) i kowalika bahamskiego (S. p. insularis). Niektórzy autorzy, między innymi Handbook of the Birds of the World, uznają je za dwa odrębne gatunki na podstawie różnic w upierzeniu, długości dzioba i skrzydeł oraz głosu.

## Morfologia
Długość ciała wynosi około 10,5 cm, masa ciała u podgatunku nominatywnego średnio 10,2 g, u przedstawicieli S. p. insularis 9,8–10,1 g. Dalszy opis dotyczy ptaków podgatunku nominatywnego. Kantarek, ciemię, kark i górna część płaszcza mają barwę brązową, w odcieniu czekolady mlecznej (od brązowej głowy pochodzi anglojęzyczna nazwa kowalika malutkiego). Przez oko przebiega ciemny pas. W górnej części płaszcza obecna jest biaława plamka o zmiennych cechach. Wierzch ciała wraz z pokrywami skrzydłowymi mniejszymi są szaroniebieskie. Podobną barwę wykazują środkowe sterówki, u nasady jaśniejsze, niekiedy też białawe wzdłuż stosin. Sterówki T2–T6 wyróżnia smoliście czarna barwa, mają jednak szare końcówki – węższe na piórach T2–T3. Na T5 i T6 obecny jest niepełny ukośny białawy pas położony przed końcem pióra. Pokrywy skrzydłowe mniejsze i średnie szare, niebieskoszaro obrzeżone. Pokrywy skrzydłowe większe oraz lotki III rzędu szare z brązowawym nalotem, te drugie nieco ciemniejsze na wewnętrznych chorągiewkach. Policzki, pokrywy uszne i boki szyi są białawe, broda biała z płowym nalotem, pierś natomiast płowa lub cynamonowopłowa, jasna. Dalej w tyle ciała barwa ta przechodzi w szaropłową, obejmuje brzuch, okolice kloaki i pokrywy podogonowe. Tęczówka brązowa. Dziób ciemny, łupkowoszary, jaśniejszy i bardziej niebieskawy u nasady. Nogi ciemnoszare lub matowobrązowe.
U kowalików bahamskich przechodzący przez oko pas jest ciemniejszy niż u ptaków z kontynentu. Ponadto wyróżnia je znacznie dłuższy dziób, przeciętnie o 2,5 mm dłuższy niż u kowalików malutkich z Florydy. Mają też wyraźnie krótsze skrzydła.

## Zasięg występowania
Kowalik malutki występuje w Stanach Zjednoczonych i na Bahamach. Zasięg w Stanach Zjednoczonych ciągnie się od południowo-wschodniej Oklahomy, wschodniego Teksasu oraz zachodniej i południowej części stanu Arkansas (na południe od Ouachita) na wschód po południowo-wschodni stan Tennessee, centralną i wschodnią Karolinę Północną, południowo-wschodnią Wirginię, wybrzeże Maryland (na południe od Hrabstwa Talbot, głównie na wschód od Zatoki Chesapeake) i południowe rubieże Delaware. Dalej na południe sięga po stany leżące przy Zatoce Meksykańskiej, z wyjątkiem pasma terenów trawiastych wzdłuż wybrzeża, i Florydę (na południe po Hrabstwo Collier). Kontynentalna część zasięgu według szacunków BirdLife International obejmuje blisko 1,71 mln km². Kowaliki bahamskie zaś spotykane są wyłącznie na największej wyspie Bahamów – Wielkiej Bahamie; nie jest znany ich dokładny zasięg na tej wyspie, bowiem we wrześniu 2016 r. została ona spustoszona przez huragan, który przetrzebił populację kowalików. Rozważano uznanie kowalika bahamskiego za wymarły podgatunek i dopiero w maju 2018 r. odkryto nowe miejsca występowania.

## Ekologia i zachowanie
Środowiskiem życia kowalików malutkich są zadrzewienia z obecnymi sosnami taeda (Pinus taeda), niekiedy i sosnami długoigielnymi (P. palustris) oraz P. echinata, a na Bahamach sosnami karaibskimi (Pinus caribaea). Kowaliki malutkie rzadko widywane są daleko od obszarów zdominowanych przez sosny. Wykazują dużą wrażliwość na przekształcanie środowiska ich życia i mogą służyć jako gatunek wskaźnikowy dla stanu zdrowotnego lasów południowo-wschodniego USA. Preferują dojrzałe drzewostany i środowiska występujące na ich obrzeżach, które cechują się dużą liczbą stojących jeszcze martwych drzew. Spotykane są również w lasach dębowo-sosnowych, na mokradłach porośniętych cyprysowatymi, na opuszczonych terenach rolniczych z nasadzeniami sosen, a nawet na słupach telegraficznych czy ogrodzeniowych. Zdają się być lepiej przystosowane do środowisk pochodzenia antropogenicznego niż kowaliki małe (Sitta pygmaea). Przeważnie nie występują powyżej 150 m n.p.m., obserwowano je jednak do 670 m n.p.m. w Georgii i na terenach górskich Karoliny Północnej i Południowej. Kowaliki malutkie to jedne z niewielu ptaków Ameryki Północnej, u których udokumentowano posługiwanie się narzędziami. Podczas żerowania używają kawałków kory, by odłupać inne. Zwykle wyrzucają swoje narzędzie po odłupaniu kawałka kory, jednak mogą nim usunąć 3 lub 4 płaty kory lub przenosić wybrany kawałek z drzewa na drzewo. Zimą żywią się głównie nasionami sosen, latem zaś zjadają więcej owadów i pajęczaków, a młode są karmione wyłącznie pokarmem zwierzęcym. Kowaliki malutkie to niepłochliwe, aktywne ptaki będące w nieustannym ruchu. Zazwyczaj żerują w koronach drzew co utrudnia prowadzenie badań; gniazdują jednak niżej. Głos kowalika malutkiego to miękkie tip lub pit. Głos kowalika bahamskiego, odmienny niż u kowalików malutkich, opisywany jest jako krótki szczebiot podobny do jaskółczego.

### Lęgi

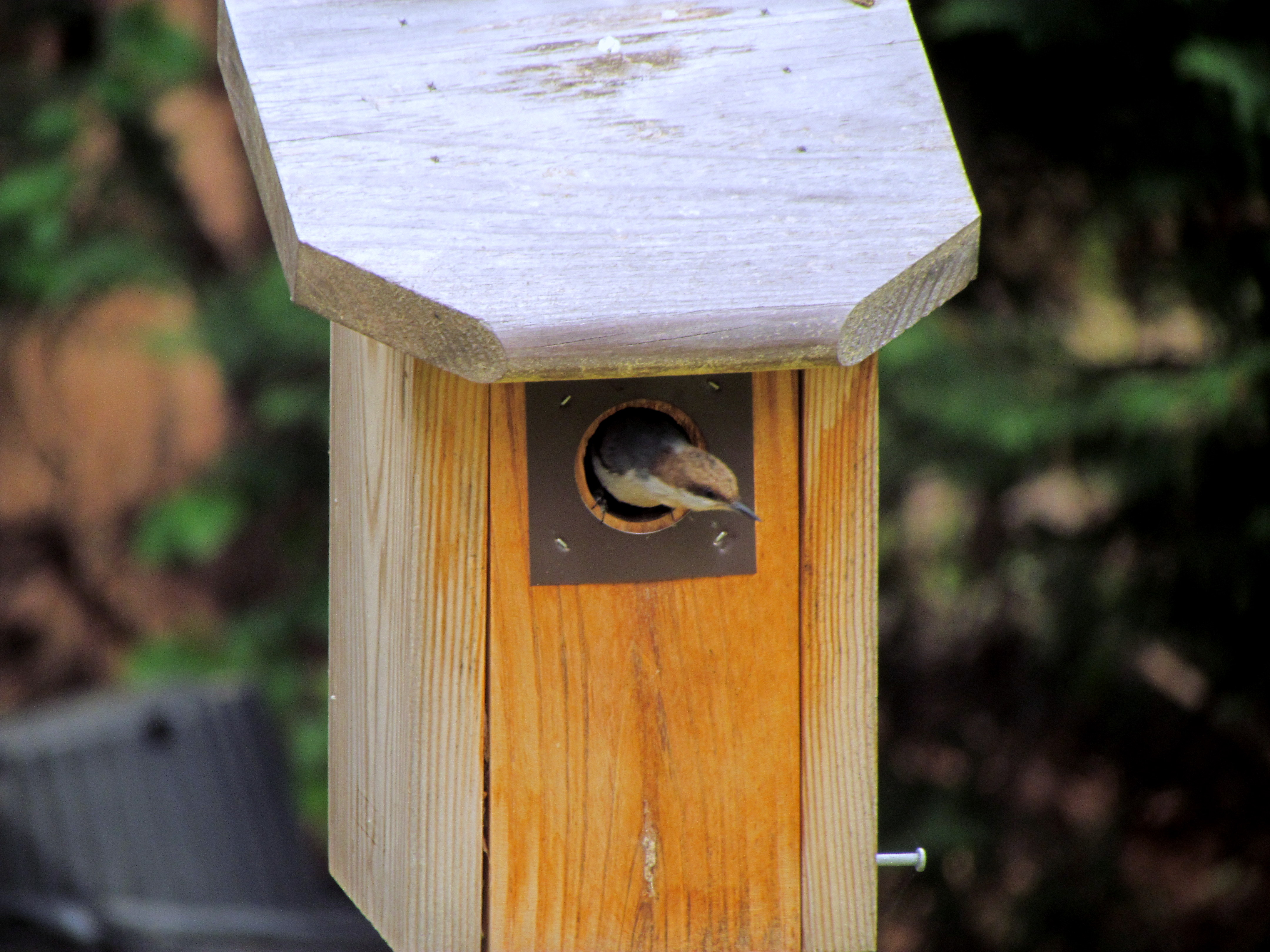
Kowalik malutki wyglądający z budki

Okres lęgowy w USA trwa od początku marca do maja, niekiedy na Florydzie już od lutego, a w Georgii wyjątkowo do końca czerwca. Dla kowalików bahamskich jest niewiele danych. Jedno gniazdo znaleziono w kwietniu, młodociane osobniki widywano w styczniu, lutym, maju i czerwcu. Zazwyczaj kowaliki malutkie wyprowadzają jeden lęg. Wykuwają dziuplę w martwym drewnie, co zajmuje im 1–6 tygodni; preferują sosny, jednak mogą założyć gniazdo i w słupie. Rzadko korzystają ze starych dziupli dzięciołów. Przygotowaniem dziupli zajmuje się samiec, przed wybraniem najlepszego miejsca może zaczynać kilka razy. Umiejscowiona jest 0,15–28 m nad ziemią, rzadko jednak wyżej niż 3,5 m nad podłożem. Na budulec gniazda składają się skrzydełka nasion sosen, kawałki kory, źdźbła traw i włókna roślinne. Wyściełane jest bawełną, pierzem, wełną i skrzydełkami nasion. Zniesienie liczy zazwyczaj od 4 do 6 jaj (ogółem od 3 do 7, bardzo rzadko do 9). Skorupka jest biała lub kremowa, bardzo intensywnie nakrapiana czerwonobrązowymi plamami. Średnie wymiary: 15,3 na 12,1 mm. Inkubacja trwa blisko 14 dni. Samica zajmuje się młodymi w gnieździe, jednak pokarm dostarczany jest przez obydwa ptaki z pary. Po 18–19 dniach życia młode stają się w pełni opierzone. Pełną niezależność uzyskują po blisko 44 dniach życia. Występuje gniazdowanie kooperatywne. Blisko co piątej parze gniazdujących kowalików malutkich pomaga inny samiec. Zwykle to pierwszoroczny samiec spokrewniony z którymś z partnerów. Nie spółkuje z samicą i nie spędza z nią czasu w gnieździe, jednak pomaga przy konstrukcji gniazda, utrzymaniu go w czystości i karmieniu młodych. Rzadko mogą pomagać dwa samce.

## Status i zagrożenia
IUCN klasyfikuje kowalika malutkiego i bahamskiego jak dwa odrębne gatunki. Kowalik malutki (S. p. pusilla) ma status gatunku najmniejszej troski (LC, Least Concern) nadany mu w 2016 – wcześniej nie klasyfikowano tych taksonów osobno, toteż nie ma dostępnych danych. BirdLife International ocenia trend populacji na spadkowy. Szacunki dotyczące liczebności opublikowano w 2014, są odmienne. North American Breeding Bird Survey prezentuje dane z lat 1966–2013 wskazujące na spadek liczebności rzędu 24%. Dane z lat 2003–2013 ukazują jednak statystycznie nieistotny spadek liczebności na poziomie 0,2%. 
Drugi z podgatunków, kowalik bahamski (S. p. insularis) został w 2016 sklasyfikowany jako gatunek zagrożony wyginięciem (EN, Endangered); w 2018 zmieniono jego status na krytycznie zagrożony wyginięciem (CR, Critically Endangered). Głównymi zagrożeniami na przestrzeni lat było niszczenie środowiska ich życia przez wycinkę i rozwój gospodarki oraz pożary i huragany. Problem stanowiły również gatunki inwazyjne – drapieżniki (wąż zbożowy, Pantherophis guttatus) czy te stanowiące konkurencję (między innymi wróbel zwyczajny, Passer domesticus, i szpak zwyczajny, Sturnus vulgaris). Na początku 2018 podano w wątpliwość obowiązujący wówczas status zagrożenia. Ostatnie obserwacje pochodziły wówczas z czerwca 2016. We wrześniu 2016 w Bahamy uderzył huragan Matthew. Prowadzone na początku 2018 czterodniowe poszukiwania nie przyniosły rezultatów. Pojawiły się sugestie, by status zagrożenia zmienić na CR (krytycznie zagrożony wyginięciem), być może nawet gatunek należałoby uznać za wymarły. 23 sierpnia 2018 BirdLife International ogłosiło, że dokonano ponownego odkrycia kowalika bahamskiego. 1 maja 2018 podczas badań terenowych, wówczas trwających już około sześciu tygodni, zlokalizowano parę kowalików bahamskich, a blisko 3 tygodnie później obserwowano młodocianego osobnika. Sporządzono dokumentację fotograficzną – zarówno w maju, jak i w kolejnych miesiącach. Późnym latem 2019 w wyspy uderzył wyjątkowo silny huragan Dorian, który spowodował jeszcze więcej zniszczeń. Od tej pory kowalik bahamski nie był obserwowany i potrzebne są dalsze szeroko zakrojone badania, by ustalić, czy niezwykle mała populacja przeżyła kataklizm. Kluczowe znaczenie dla kowalików bahamskich ma ochrona lasów sosnowych na wyspie; dotyczy to i innych bahamskich endemitów, jak lasówka szarogrzbieta (Setophaga dominica) i cytrynka bahamska (Geothlypis rostrata), również polegających na lasach sosnowych.